# La Jirafa
La Jirafa es un emblemático rascacielos de la ciudad de Oviedo (Asturias). Inaugurado en 1956, fue en su momento el edificio civil más alto de Oviedo.

## Historia

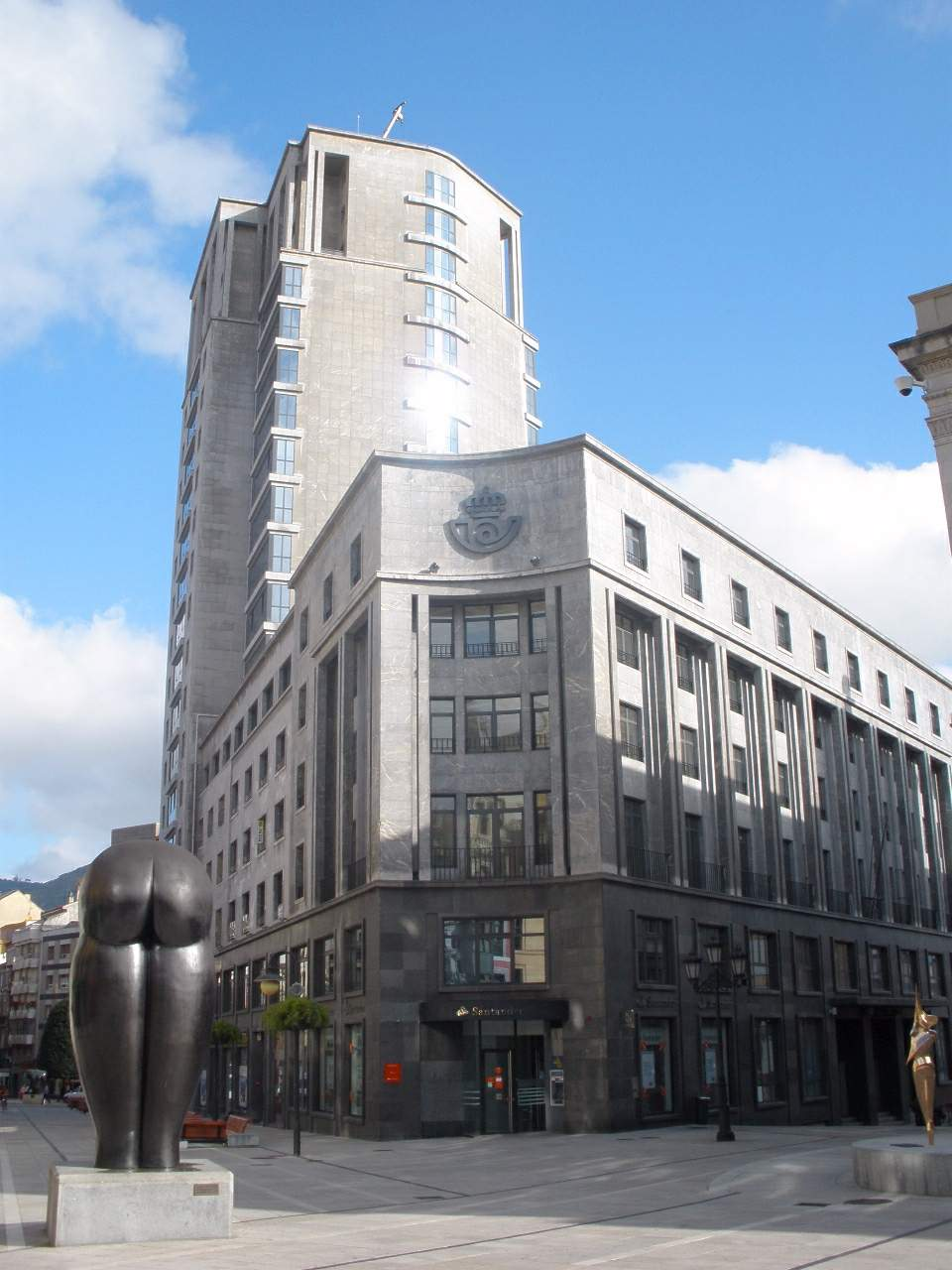
Parte trasera de La Jirafa, oficina de Correos

Ya en 1931 se piensa en ocupar mediante un nuevo edificio el espacio del mercado de "El Progreso", cerca del Teatro Campoamor. En 1944 el ayuntamiento abre el concurso de proyectos. El diseño se presentó en 1952 y en él tomaron parte varios arquitectos como Joaquin Suárez, Carlos Sidro (arquitecto de Correos), Gabriel de Torrientes y Fernando Cavanilles. Fue proyectado como hotel, palacio de congresos, sede de Correos y Telégrafos y comercios. En 2005 se realizó una completa rehabilitación dentro del proyecto "Jirafa Élite" adaptándose como apartamentos de lujo y oficinas. Sigue albergando Correos.
La planta del edificio se adapta a la confluencia de dos calles. Inspirado quizás en el Banco de Roma (Milán), se trata de un edificio ennoblecido, racionalista, elegante, sobrio, gris, a caballo entre cierto clasicismo y la modernidad de la notable arquitectura asturiana de los años 50. La torre, de 19 plantas, se construyó en el punto más alejado del Teatro Campoamor, favoreciendo que no se empañase la perspectiva del edificio decimonónico. Su forma de "jirafa", al comienzo sobrenombre popular, hizo que se acabase reconociendo oficialmente con esta denominación. Es el edificio más alto de Oviedo tras la Torre Teatinos, la torre de la catedral y el Palacio de Congresos.